# Idioma corso
El corso (autoglotónimo: corsu) se compone de un conjunto de dialectos de origen italorromance (latín) pertenecientes al grupo toscano y divididos en dos grupos principales, el cismontano y el ultramontano, cuya unión da lugar al idioma corso propiamente dicho. Se habla principalmente en la isla de Córcega (Francia).
Su estatus como idioma es relativamente reciente (reivindicación que data de la década de 1980) y al principio no había entrado en la definición generalmente admitida de lengua romance, debido a su gran parecido con algunas variantes del dialecto toscano. Actualmente, es reconocido por el Estado francés como lengua protegida en Córcega y goza de la enseñanza en la Universidad de Corte y en varias escuelas, así como de un uso extendido a la lengua escrita.

## Origen

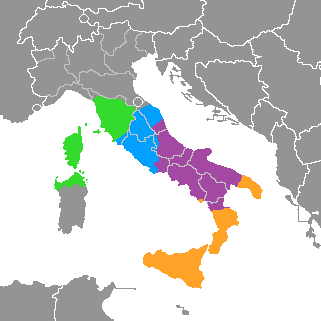
Complejo de las lenguas italorromances.
Variedades toscanas
Variedades centrales
Variedades meridionales
Variedades meridionales extremas

A pesar de la anexión francesa, que data del siglo XVIII, el idioma corso y el italiano fueron los idiomas oficiales en Córcega hasta 1859, antes de que el francés tomara esa función. El corso se emplea en toda la isla salvo en las ciudades de Bonifacio y Calvi, donde aún se habla un dialecto ligur de origen genovés. En las islas de la Magdalena, al norte de Cerdeña, Italia, se habla casi el mismo corso que en Sartène. El dialecto de la región de Gallura, en el norte de la isla de Cerdeña, es parecido al de los hablantes del sur de Córcega, pero con muchas influencias del sardo, del catalán y del castellano. A pesar de que la morfología es muy parecida a la corsa, por ejemplo la terminación del plural es “-i”, similar a la del italiano, mientras que el plural sardo es en “-s”, como en francés, catalán o español; la fonética y la sintaxis del gallurés han sido tan influidas por el sardo que hoy en día es considerado un idioma aparte, y aún más lo es el sassarés, hablado en la ciudad de Sácer y sus alrededores, que es con todo derecho una lengua de transición entre el sardo y el gallurés, y por ende el corso, pero, respecto del gallurés, es mucho más cercano al sardo, habiendo sido influido por este último también en la gramática. 
Sin embargo, la influencia de otra lengua extinguida probablemente común entre estos idiomas y la pertenencia a una Romania africana dan numerosos puntos comunes a los dos, reforzados por la larga ocupación pisana y aragonesa que tuvieron en común tanto Córcega como Cerdeña. El sonido cacuminal, compartido por el dialecto corso de Sartène y la lengua sarda, o la interjección [a'jo]!, propia de las dos islas, les hace compartir puntos aún más antiguos.

## Historia
Hasta principios del siglo XIX, el corso y el italiano estaban considerados como dos formas de una misma lengua, pensándose que el corso era la forma hablada y el italiano, la escrita. A partir del Segundo Imperio francés el corso, bajo estímulos del Gobierno francés, que quería cortar los enlaces con la "madre patria", se independiza del italiano, que deja de ser la lengua oficial de la isla, y tiende a ser percibido como una lengua autónoma, especialmente a través del lento desarrollo de una literatura en expresión corsa.
El movimiento cultural corso no ha buscado realmente imponerse como lengua unificada en toda la isla. Los lingüistas corsos hablan de una lengua polinómica; su enseñanza se fundamenta, antes que nada, en cada una de las variedades locales y, tras ello, en el conocimiento pasivo de la totalidad de los hablantes de la isla. Asistimos, sin embargo, tras algunos años y según los intelectuales, los creadores y los profesionales de la comunicación, a la emergencia de un “corso elaborado” relativamente unificado.
El movimiento nacionalista actual le ha dado al corso un estatus de lengua, enseñada, de manera facultativa, desde la educación primaria.
Es una lengua de Francia, reconocida como tal y recogida en la lista oficial publicada por el Ministerio de Cultura francés. Con el mismo título que las otras lenguas regionales francesas, la lengua corsa está actualmente en peligro de extinción, según la clasificación establecida por la Unesco.

## Dialectos y variedades

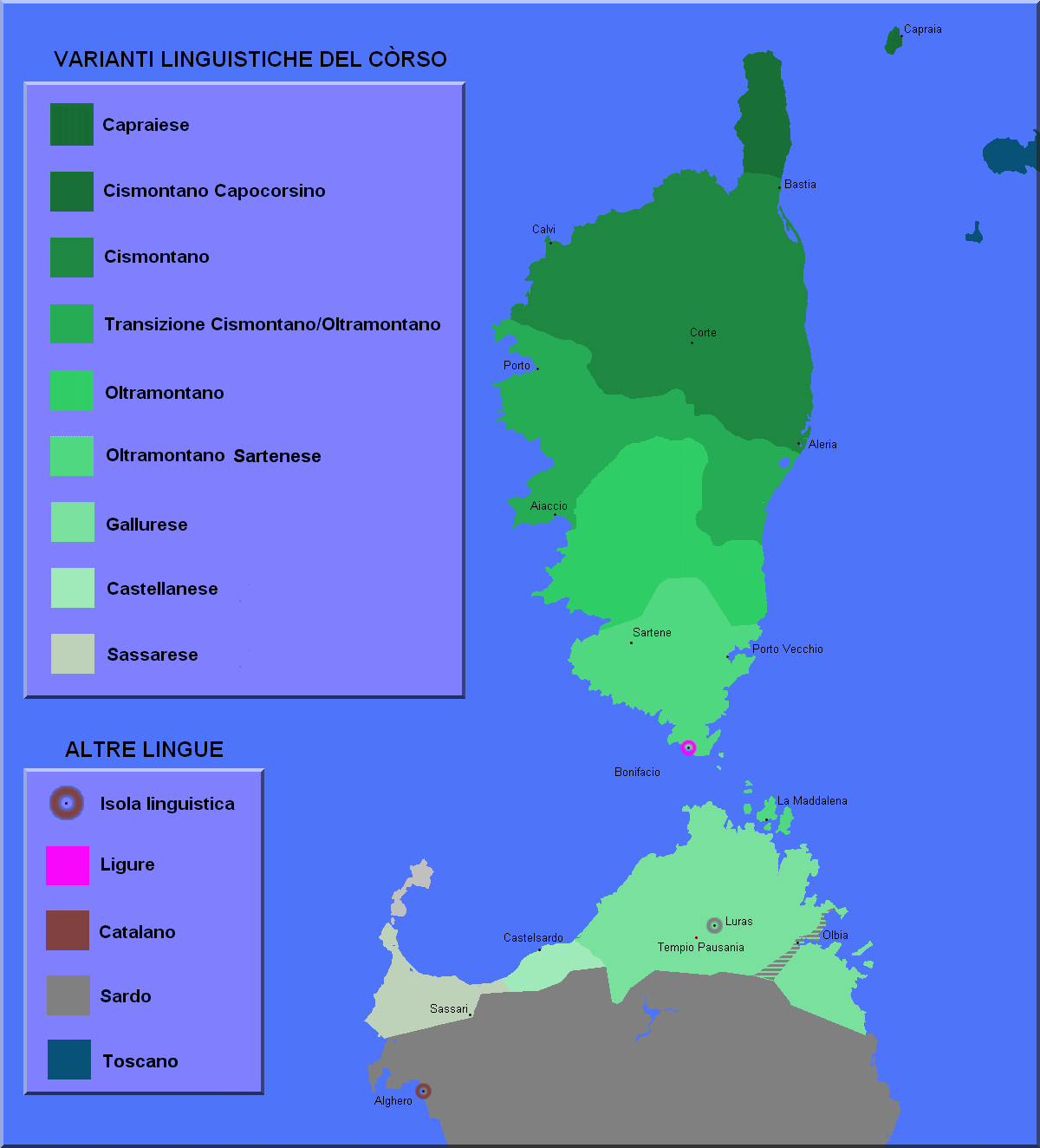
Dialectos del corso.

Las variedades dialectales del corso son:
- Capraiese
- Cismotano
- Oltramontano

Como lenguas de transición entre el corso y el sardo, en cambio, tenemos:
- Gallurés
- Castellanés
- Sasarés